# 1998年冬季奥林匹克运动会日本代表团
1998年冬季奥林匹克运动会日本代表团是日本所派出的1998年冬季奥林匹克运动会代表团，这是该国第16次参加冬奥，也是第二次以主辦國身分參賽。